# El Griego
El Griego es una localidad española del municipio de Aýna, perteneciente a la provincia de Albacete, en la comunidad autónoma de Castilla-La Mancha.

## Historia
Hacia mediados del siglo XIX, el lugar era mencionado como una cortijada del término de Aýna. Aparece descrito en el octavo volumen del Diccionario geográfico-estadístico-histórico de España y sus posesiones de Ultramar de Pascual Madoz de la siguiente manera:

GRIEGO: cortijada en la prov. de Albacete, part. jud. de Yeste, térm. jurisd. de Ayna.
(Madoz, 1847, p. 593)

En 2022, tenía empadronados 6 habitantes.